# Terreno inundable

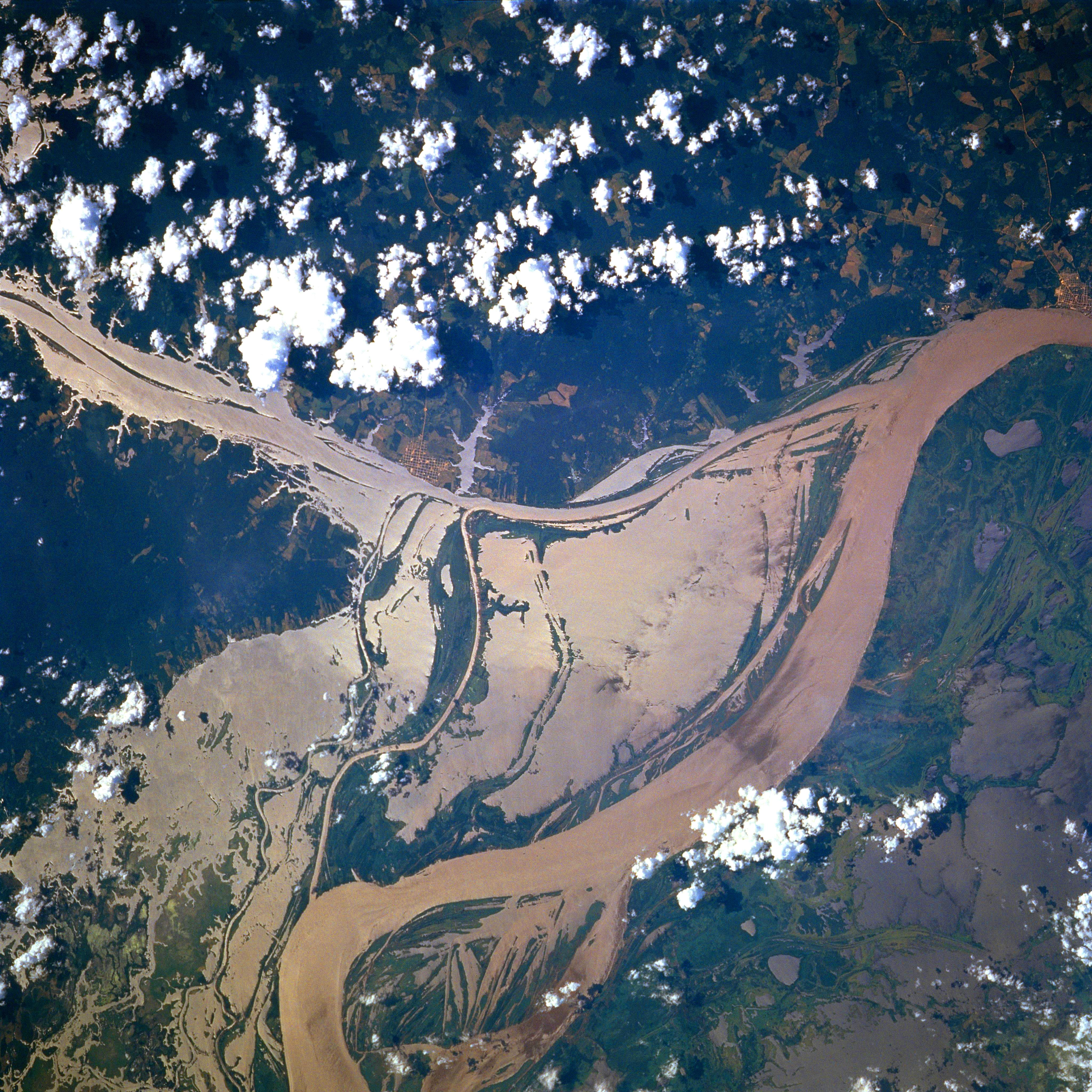
Llanura de inundación bajo el agua en la confluencia del río Amazonas con el río Trombetas, Brasil.

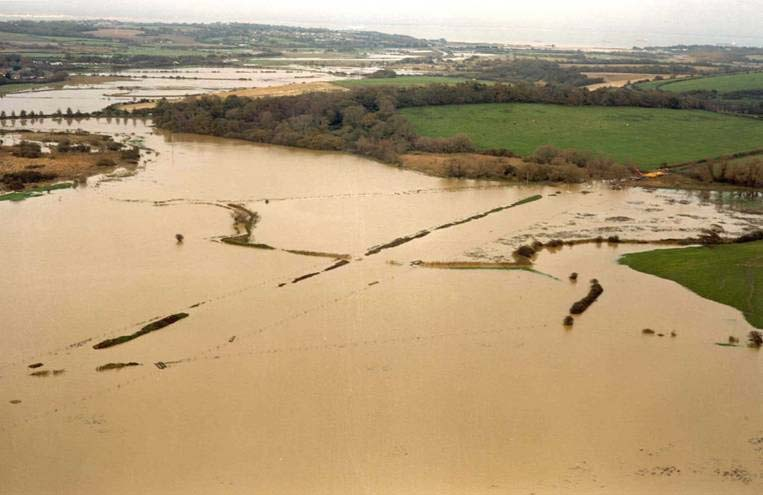
Terreno que se inunda, según una estimación, en promedio cada diez años en la Isla de Wight

Un terreno inundable es un terreno llano o un poco ondulado adyacente a un río,[cita requerida] arroyo[cita requerida] o lago que experimenta inundaciones ocasionales o periódicas. Si bien muchos territorios pueden en teoría ser inundados, el término se utiliza solo en aquellas zonas que se inundan con cierta frecuencia.[cita requerida] Los terrenos inundables pueden clasificarse según el origen de esta condición, así podemos distinguir: terrenos inundables naturales, conocidos como llanuras aluviales; y terrenos inundables a causa de intervenciones humanas.
Debido a las inundaciones periódicas, las llanuras aluviales suelen tener una fertilidad del suelo elevada, ya que los nutrientes se depositan con las aguas de las inundaciones. Esto puede favorecer la agricultura;
Algunas regiones agrícolas importantes, como la cuenca del río Misisipi y la cuenca del río Nilo , explotan intensamente las llanuras aluviales.  Las regiones agrícolas, así como las zonas urbanas, se han desarrollado cerca o en las llanuras aluviales para aprovechar la riqueza del suelo y el agua dulce. Sin embargo, el riesgo de inundación ha llevado a aumentar los esfuerzos para controlar las inundaciones.
Las llanuras de inundación más antiguas de las que se sabe de su existencia en antaño remontan al Paleoproterozoico según el registro geológico.

## Ecología
Las llanuras aluviales albergan ecosistemas diversos y productivos. Se caracterizan por una considerable variabilidad en el espacio y el tiempo, lo que a su vez produce algunos de los ecosistemas más ricos en especies. Desde el punto de vista ecológico, el aspecto más distintivo de las llanuras de inundación es el pulso de inundación asociado a las crecidas anuales, por lo que el ecosistema de llanura de inundación se define como la parte del valle fluvial que se inunda y se seca con regularidad.
Las inundaciones aportan material detrítico rico en nutrientes y liberan nutrientes del suelo seco a medida que se inunda. La descomposición de las plantas terrestres sumergidas por las aguas de las crecidas se suma al suministro de nutrientes. La zona litoral inundada del río (la zona más cercana a la orilla) proporciona un entorno ideal para muchas especies acuáticas, por lo que la época de desove de los peces suele coincidir con el inicio de la crecida. Los peces deben crecer rápidamente durante la crecida para sobrevivir al posterior descenso del nivel del agua. Al retirarse las aguas de la crecida, el litoral experimenta floraciones de microorganismos, mientras que las orillas del río se secan y germinan plantas terrestres para estabilizar la ribera.
.

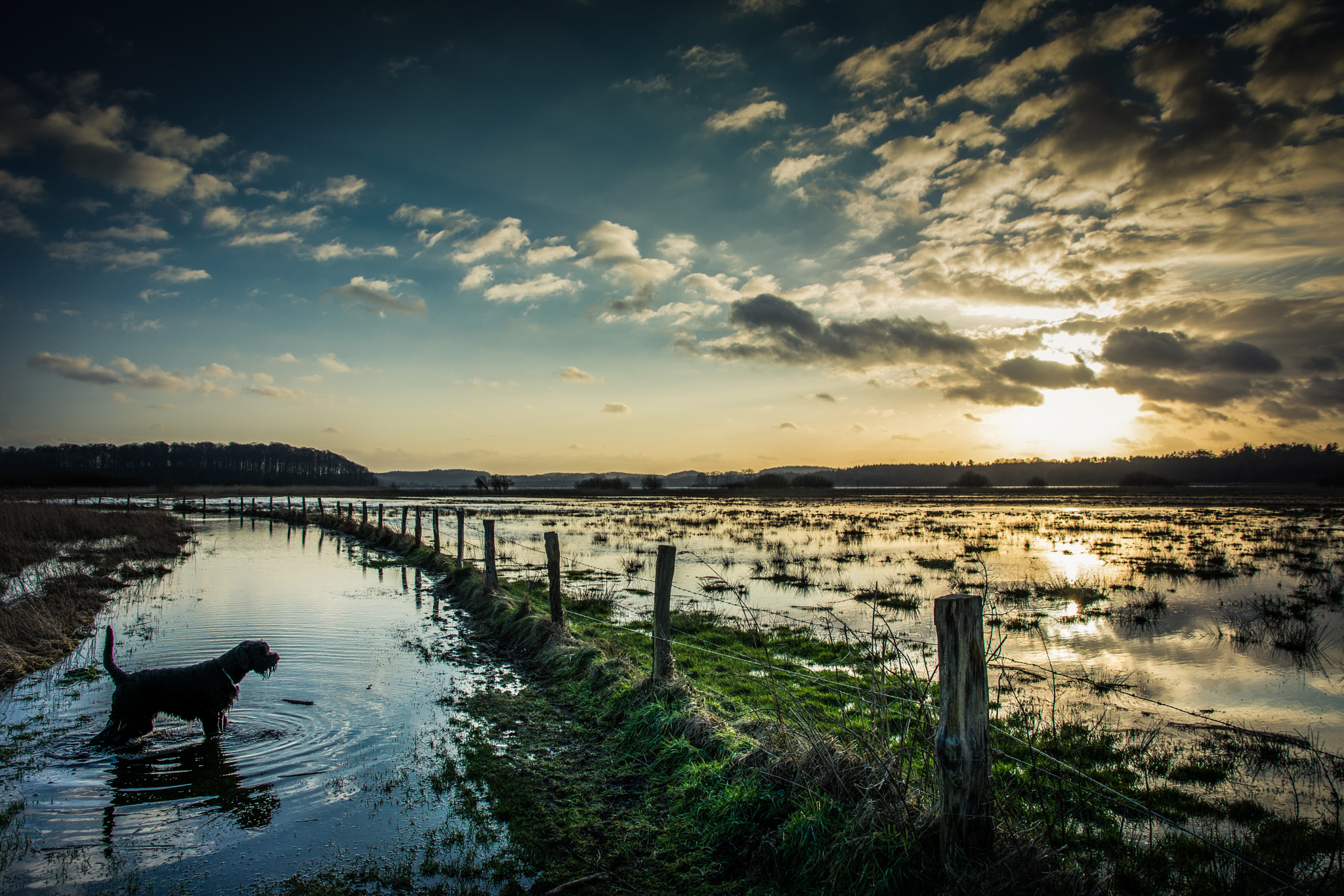
Un campo bajo en Achterwehr Alemania inundado por el desbordamiento de un curso de agua cercano

La biota de las llanuras aluviales tiene altas tasas anuales de crecimiento y mortalidad, lo que resulta ventajoso para la rápida colonización de grandes áreas de la llanura aluvial. Esto les permite aprovechar los cambios en la geometría de la llanura de inundación. Por ejemplo, la llanura de inundación Los árboles crecen rápido y toleran las perturbaciones radiculares. Los oportunistas (como las aves) se sienten atraídos por el rico suministro de alimentos proporcionado por el pulso de la inundación.
Los ecosistemas de las llanuras aluviales tienen distintas biozonas. En Europa, a medida que uno se aleja del río, las comunidades vegetales sucesivas son vegetación de ribera (normalmente anual); juncos y carrizos; arbustos de sauce; bosque de sauces y álamos; bosque de robles y fresnos; y bosque latifoliado. Las perturbaciones humanas crean praderas húmedas que reemplazan gran parte del ecosistema original. Las biozonas reflejan un gradiente de humedad y oxígeno del suelo que a su vez se corresponde con un gradiente de frecuencia de inundación. Los bosques primitivos de llanura aluvial de Europa estaban dominados por el roble (60%), el olmo (20%) y el carpe (13%), pero las perturbaciones humanas han cambiado la composición hacia el fresno (49%), el arce ha aumentado al 14% y el roble ha disminuido al 25%.
Las llanuras aluviales semiáridas presentan una diversidad mucho menor de especies, que están adaptadas a la alternancia de sequías e inundaciones. La desecación extrema puede destruir la capacidad del ecosistema de la llanura aluvial para pasar a una fase húmeda saludable cuando se inunda.
Los bosques de llanura aluvial constituían el 1% del paisaje de Europa en el siglo XIX. Gran parte de ellos han sido talados por la actividad humana, aunque los bosques de llanura aluvial se han visto menos afectados que otros tipos de bosques. Esto los convierte en importantes refugios para la biodiversidad. La destrucción humana de los ecosistemas de las llanuras aluviales es en gran parte el resultado del control de las inundaciones, el desarrollo hidroeléctrico (como los embalses) y la conversión de las llanuras aluviales para uso agrícola. El transporte y la eliminación de residuos también tienen efectos perjudiciales. El resultado es la fragmentación de estos ecosistemas, lo que provoca la pérdida de poblaciones y diversidad y pone en peligro los fragmentos restantes del ecosistema. El control de las inundaciones crea una frontera más nítida entre el agua y la tierra que en las llanuras aluviales no alteradas, lo que reduce la diversidad física. Los bosques de las llanuras aluviales protegen los cursos de agua de la erosión y la contaminación y reducen el impacto de las crecidas.
La perturbación por el hombre de los ecosistemas de llanuras aluviales de zonas templadas frustra los intentos de comprender su comportamiento natural. Los ríos tropicales sufren menos el impacto humano y sirven de modelo para los ecosistemas de llanuras de inundación de zonas templadas, que se cree que comparten muchos de sus atributos ecológicos.>

## Terrenos inundables naturales
Las llanuras aluviales tuvieron su génesis en el depósito de materiales arrastrados por ríos o arroyos en situaciones de caudales extremos. Los materiales transportados al depositarse han creado, a lo largo del tiempo planicies poco inclinadas con suelos fértiles muy propicios para la agricultura.
Estos terrenos inundables son, en ocasiones, ecosistemas muy ricos. 
Los terrenos naturalmente inundables pueden tener características diferentes, las principales son:
- Conos de deyección o abanico aluvial
- Delta fluvial
- Llanuras aluviales propiamente dichas
- Llanuras costeras, inundables durante las mareas particularmente altas.
- Sabanas inundadas
- Depresiones con cotas inferiores al nivel del mar, inundables ya sea con aguas provenientes del mar o con aguas dulces provenientes de ríos cercanos. Por ejemplo ver la Laguna de La Niña, en el norte del Perú.

Existen diversos tipos de intervenciones destinadas a proteger las áreas inundables por causas naturales, mencionamos algunas:
- Defensas ribereñas;
- Polders;
- Camellones o Waru-Waru,en las zonas circunlacustres del lago Titicaca.

## Terrenos inundables como consecuencia de intervenciones humanas

### Terrenos programados para ser inundados periódicamente
Terrenos destinados como áreas de expansión para incrementar el efecto de arroyada en manto, como forma de proteger áreas sensibles aguas abajo. La frecuencia con que estas áreas es invadida por las aguas es muy variable, desde una vez cada año, hasta frecuencias de una vez a cada 10 a 20 años. Normalmente estos terrenos son utilizados, durante la mayor parte del tiempo, para fines agrícolas o agropecuarios, y el período en el cual permanecen inundados es de pocos días, no afectando mucho el uso que se les da.
Las obras que se construyen para arroyadas en manto, pueden ser de varios tipos:
- Presa, transversal al curso de agua. La presa forma un embalse ya sea con el fin único de contener un determinado volumen de agua que llega en un tiempo corto y soltarlo progresivamente, en un tiempo mayor, de manera que el caudal de salida no cause daños aguas abajo; o,
- Una defensa ribereña, es decir una obra paralela al cauce del río o arroyo, que disponga de estructuras que permitan, cuando sea necesario, la entrada del agua a los terrenos generalmente no inundados.

### Terrenos inundables a causa de malos manejos del hombre en el territorio
Daños causados por la ocupación indebida del lecho mayor de los ríos. Los ríos y arroyos tienen un cauce menor, que es ocupado durante la mayor parte del tiempo, ya sea por el agua que discurre en ellos o por depósitos de tierra y arena dejado durante el periodo de aguas altas. En el período de aguas altas, con alguna frecuencia, el lecho menor del río no se da abasto para transportar caudales significativamente mayores, digamos que por ejemplo esto suceda a cada 5-10 años. En estas situaciones, las poblaciones ribereñas conocen el comportamiento del río y queda en la memoria de los moradores las inundaciones pasadas. Si se introduce en el cauce del río una estructura de regulación, como podría ser una represa, se altera el régimen del río aguas abajo, y las inundaciones que antes se daban a cada 5-10 años, pasan a producirse a distancias mucho mayores, en función de la capacidad del embalse, por ejemplo a cada 100-120 años. En estas condiciones se pierde la memoria de los efectos de las avenidas, y progresivamente los moradores van ocupando los terrenos “recuperados” de las avenidas, en otras palabras se ocupa paulatinamente el lecho mayor del río, aprovechando el efecto regulador de caudales ejercido por el embalse.
Sin embargo los moradores no siempre están adecuadamente informados de cómo funciona la capacidad reguladora de un embalse, y de los límites que el efecto regulador de los embalses tiene. En efecto, si bien un embalse puede resistir arroyada en manto con un tiempo de retorno de (por ejemplo) unos 10 – 20 años, no podrá contener una avenida de (por ejemplo) 100-200 años de tiempo de retorno, sin poner en peligro su propia estructura. En esta situación el operador de la represa se verá en la obligación, para salvar la estructura, a soltar volúmenes de agua mayores que los previstos para épocas normales. Estos caudales encontrarán un cauce con una capacidad reducido por efecto de obras humanas y por lo tanto inundará los terrenos aledaños, causando importantes daños materiales.
Inundación de terrenos a causa de la obstrucción de los ríos y arroyos. La construcción de un puente puede, si no está adecuadamente dimensionado desde el punto de vista hidráulico e hidrológico, puede causar severas inundaciones en los terrenos ubicados aguas arriba de la obra en cuestión.
Inundaciones de terrenos causados por el incremento de los picos de las avenidas a causa de la impermeabilización del suelo. Es muy frecuente que las ciudades construidas en las márgenes de un río o arroyo, a causa de la impermeabilización de parte de la cuenca, al construirse calles, y edificaciones, produce un incremento importante del coeficiente de escurrimiento de la cuenca, aumentando el flujo superficial, en detrimento de la infiltración y en el flujo subsuperficial o subterráneo. Esto se traduce en un volumen mayor de agua que debe ser vehículada por la red de drenajes naturales, ríos y arroyos, que no están capacitados para eso, provocando por lo tanto inundaciones en terrenos anteriormente no inundables, o no inundables con tanta frecuencia.

## Terreno inundable periódico y episódico
Podemos especificar diferentes zonas en el terreno inundable: terreno inundable periódico, episódico y grande.
El terreno inundable periódico mayor es ocupado regularmente por inundaciones, en principio cada año. Esta inundación modifica las condiciones ecológicas, de modo que el terreno inundable periódico se caracteriza siempre por una vegetación particular resistente a las inundaciones.
El terreno inundable episódico sólo se inunda durante las crecidas excepcionales. Las crecidas depositan periódicamente aluviones y el nivel freático suele estar cerca, lo que lo hace apto para la agricultura. La ocupación humana suele ser importante, lo que hace que las grandes crecidas excepcionales sean catastróficas.

## Control de inundaciones
Excluyendo hambrunas y epidemiass, algunos de los peores desastres naturales de la historia (medidos por el número de víctimas) han sido las inundaciones fluviales, sobre todo en el río Amarillo en China. El peor de ellos, y el peor desastre natural (excluyendo hambrunas y epidemias) fue la Inundaciones en China de 1931, que se estima causó millones de muertos. Precedió a ésta la crecida del río Amarillo en 1887, que mató a cerca de un millón de personas y es el segundo peor desastre natural de la historia.
La extensión de la inundación de las llanuras aluviales depende en parte de la magnitud de la crecida, definida por el período de retorno.
En Estados Unidos, la Agencia Federal de Gestión de Emergencias gestiona el National Flood Insurance Program (NFIP). El NFIP ofrece seguros a las propiedades situadas en una zona propensa a las inundaciones, tal como se define en el Mapa de Tasas de Seguro contra Inundaciones (FIRM), que representa los distintos riesgos de inundación de una comunidad. El FIRM se centra normalmente en la delimitación de la zona de inundación de la crecida de 100 años, también conocida en el NFIP como zona especial de riesgo de inundación.
Cuando se ha realizado un estudio detallado de una vía fluvial, la llanura de inundación de 100 años también incluirá la vía de inundación, la parte crítica de la llanura de inundación que incluye el  cauce del arroyo y cualquier zona adyacente que deba mantenerse libre de invasiones que puedan bloquear los flujos de inundación o restringir el almacenamiento de las aguas de inundación. Otro término comúnmente encontrado es el Área Especial de Peligro de Inundación, que es cualquier área sujeta a inundación por una inundación de 100 años. Un problema es que cualquier alteración de la cuenca aguas arriba del punto en cuestión puede afectar potencialmente a la capacidad de la cuenca para manejar el agua, y por lo tanto afecta potencialmente a los niveles de las inundaciones periódicas. Un gran centro comercial y un aparcamiento, por ejemplo, pueden elevar los niveles de las crecidas de 5 años, 100 años y otras, pero los mapas rara vez se ajustan y con frecuencia quedan obsoletos por el desarrollo posterior.
Para que una propiedad propensa a inundaciones pueda optar a un seguro subvencionado por el gobierno, una comunidad local debe adoptar una ordenanza que proteja la vía de inundación y exija que las nuevas estructuras residenciales construidas en Zonas Especiales de Peligro de Inundación se eleven al menos hasta el nivel de la inundación de 100 años. Las estructuras comerciales pueden elevarse o impermeabilizarse hasta ese nivel o por encima de él. En algunas zonas sin información detallada del estudio, se puede exigir que las estructuras estén elevadas al menos dos pies por encima del nivel circundante. Además, muchos gobiernos estatales y locales han adoptado normativas de construcción de llanuras aluviales más restrictivas que las exigidas por el NFIP. El gobierno de EE. UU. también patrocina iniciativas de mitigación de los riesgos de inundación para reducir el impacto de las inundaciones. El Programa de Mitigación de Riesgos de California es una fuente de financiación de proyectos de mitigación. Varias ciudades enteras, como English (Indiana), han sido completamente reubicadas para sacarlas de la llanura aluvial. Otras medidas de mitigación a menor escala incluyen la adquisición y demolición de edificios propensos a las inundaciones o su impermeabilización.
En algunas llanuras aluviales, como las del  delta interior del Níger de Malí, las inundaciones anuales forman parte natural de la ecología local y de la economía rural, permitiendo la producción de cultivos mediante la agricultura de recesión. Sin embargo, en Bangladés, que ocupa el delta del Ganges, las ventajas que proporciona la riqueza del suelo aluvial de la llanura aluvial se ven gravemente contrarrestadas por las frecuentes inundaciones provocadas por los  ciclones y las lluvias anuales del monzón. Estos fenómenos meteorológicos extremos causan graves trastornos económicos y pérdidas de vidas humanas en esta región densamente poblada.

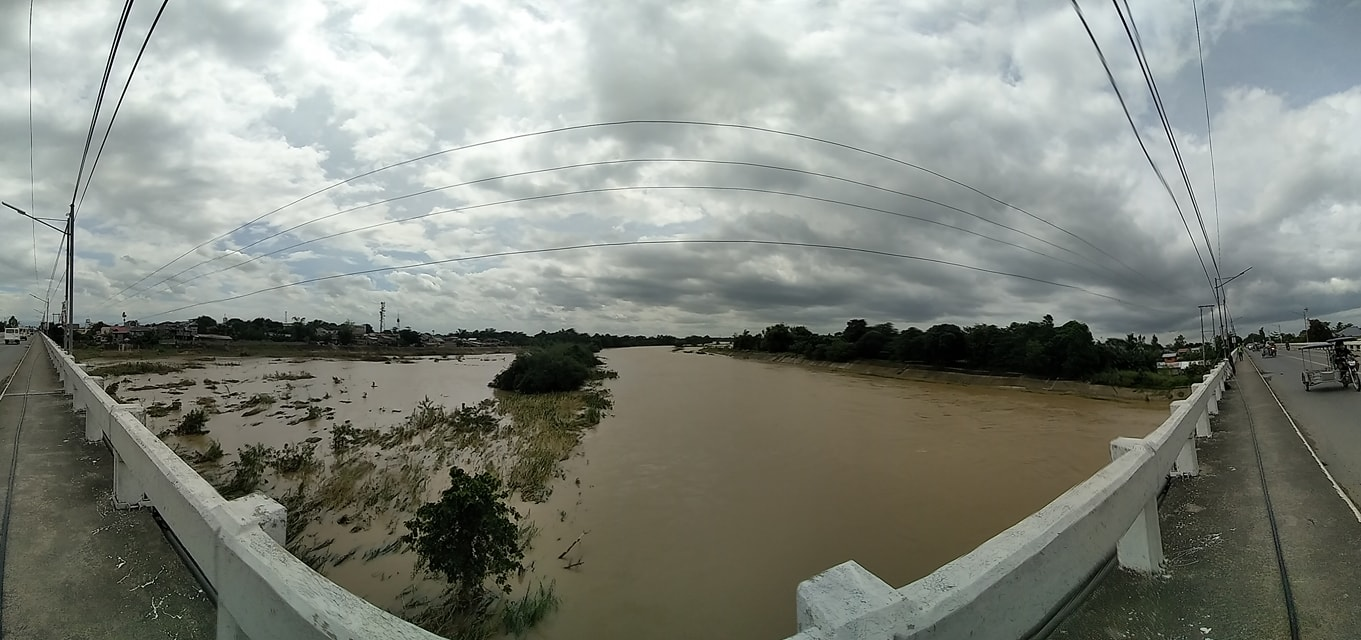
Inundación de la llanura de inundación del río Pampanga tras el el tifón Quinta, 2020 (vista desde el puente de Santa Rosa (Nueva Écija)).